# 김호인
김호인(金鎬寅, 1954년 9월 12일 ~ )은 전 KBO 리그 삼미 슈퍼스타즈, 빙그레 이글스의 선수이다.
한편, 프로 데뷔 당시 개막전에서 5번 좌익수로 선발출전하며 삼미의 중심타선을 맡아줄 수 있을 것이라고 평가받았으나 팀의 중심타선을 맡았던 양승관 금광옥의 부상 뿐 아니라 김경남의 슬럼프 때문에 빈약해진 타선을 본인 혼자 책임질 수 없었다.
게다가, 임호균 김진우의 세계야구선수권대회 차출 등으로 인해  선수층이 얇아진 삼미에서 많은 경기에 출전해야 했으나 1982년 시즌 80경기 중 64경기 밖에 출전하지 못했다.
그 결과 프로 입단 첫 해부터 노쇠화가 진행된 탓인지 1983년에는 아예 한 경기도 출전하지 못했고 1984년 초 임의탈퇴 선수로 공시되어 한동안 그라운드에 서지 못했으며 1985년 빙그레 이글스 유니폼을 입었으나 1986년 시즌 전 빙그레에서 방출당하여 선수생활을 접었다.